# FMECA
LA FMECA (acronimo dell'inglese Failure Mode, Effects, and Criticality Analysis - Analisi dei modi, degli effetti e della criticità dei guasti) è una estensione della FMEA (Failure Mode and Effects Analysis), in aggiunta alla quale include un'analisi di criticità usata per valutare, mediante opportuni diagrammi, la gravità delle conseguenze di un guasto correlata con la probabilità del suo verificarsi.

## L'analisi
L'analisi, che viene utilizzata nei settori più diversi, mette in evidenza le modalità di guasto che hanno nello stesso tempo una probabilità di accadere relativamente alta unita ad un'alta gravità di conseguenze, mettendo in evidenza i punti di debolezza di un progetto, sui quali occorre intervenire con adeguate modifiche.
Questa metodologia fu sviluppata nel 1949, e utilizzata durante il progetto del programma spaziale Apollo, allo scopo di prevedere il comportamento al guasto dei sistemi e adottare conseguentemente le necessarie contromisure. Il Dipartimento della Difesa degli Stati Uniti, successivamente, ha realizzato la MIL-STD-1629A (Military Standard) la quale, nata in ambiente navale (US Navy), contiene gli scopi, le procedure e lo sviluppo della metodologia FMECA. La MIL-STD 1629A è stata in seguito aggiornata fino al 1984.
In italiano la FMECA viene talvolta tradotta con MAGEC, in francese con AMEDEC, il significato dell'acronimo rimane però identico nelle diverse lingue, ossia: Analisi dei modi di guasto degli effetti e delle loro criticità; tuttavia viene generalmente mantenuto l'acronimo inglese, che ha ormai assunto valenza internazionale.
La FMECA fu utilizzata per la prima volta in Italia dal gruppo Fiat Auto, nel corso di un progetto TPM nel 1985.